# Monastero Bormida
Monastero Bormida (El Munesté o anche Monasté an Bormia in piemontese) è un comune italiano di 827 abitanti della provincia di Asti in Piemonte.

## Storia
Il Monastero fu fondato da un gruppo di monaci benedettini che, intorno al 1050 circa, vennero da San Benigno Canavese (abbazia di Fruttuaria) chiamati da Aleramo marchese del Monferrato per dissodare e seminare le terre devastate dalle invasioni dei Saraceni. Il castello attuale corrisponde appunto al sito dell'originario monastero, di cui restano soltanto la torre campanaria e pochi tratti murari, in particolare quelli prospicienti la piazza della torre. Con tutta probabilità esisteva una precedente fondazione monastica longobarda, testimoniata dal culto di santa Giulia (la cui devozione fu diffusa nell'Italia settentrionale proprio dai Longobardi) che ancora oggi è patrona del paese e a cui è dedicata la parrocchiale settecentesca, e da alcuni toponimi longobardi come Braia, che significa regione posta nelle vicinanze di un fiume.
I Saraceni, provenienti dalla loro base provenzale di Frassineto — presso Saint-Tropez — scesero in Piemonte attraverso le Alpi e dopo aver distrutto il monastero di San Dalmazzo di Pedona — l'odierna Borgo San Dalmazzo —  e quello di San Pietro di Ferrania, misero a ferro e fuoco il contado di Bubbio e giunsero fin sotto le mura di Acqui, dove furono sconfitti nel secolo IX. Nasceva così la divisione del Basso Piemonte in tre marche (aleramica, arduinica, obertenga), con a capo un marchese. Monastero fu compreso nella Marca di Aleramo, i cui successori si trovarono a governare un ampio territorio completamente saccheggiato: tutta la valle Bormida è definita dai documenti dell'epoca come "deserta loca" (terre deserte, desolate) o Marchesato del Vasto, cioè della terra devastata.
Fu allora che nacque l'idea di chiamare i monaci, affinché prendessero il posto delle vecchie mansiones romane, specie di grandi latifondi con una villa, cioè una casa colonica, e una cappella divenuta poi pieve perché vi si riuniva la plebe, il popolo. I monaci edificarono la torre campanaria, la chiesa (che sorgeva dove ora c'è l'arco di congiungimento al castello), il monastero, il ponte. Poi, nel 1393, dopo che l'abate Alberto dei Guttuari concesse ampi privilegi e immunità a tutta la popolazione, i Benedettini abbandonarono il paese e si stanziarono nel monastero di San Bartolomeo di Azzano d'Asti. Da questo momento inizia anche per il Monastero di Santa Giulia — così venne chiamato il paese fino al XVIII secolo — la storia feudale, con l'investitura fatta dal papa Bonifacio IX ad Antonio e Galeotto Del Carretto, poi confermata e resa perpetua nel 1405 da papa Innocenzo VII. I Del Carretto, così come i Della Rovere succeduti a partire dal 1484 per volere di Sisto IV e poi riconosciuti anche dalla casa di Monferrato nel 1589, si preoccuparono sempre di mantenere alla popolazione le immunità e i diritti che avevano acquisito in tempo antico, come confermano anche gli Statuti concessi dal duca Carlo II Gonzaga di Mantova e Monferrato nel 1664, che ripropongono le leggi e i divieti di una più antica stesura medioevale, già confermata una volta nel 1596 dal Senato di Casale.
Nel 1620 il duca Ferdinando concedette il mercato due volte la settimana, usanza che verrà ribadita anche nel 1696, pur in un periodo di torbidi e di guerre, a conferma della vocazione commerciale del paese. Sempre nel XVII secolo si stanziò una comunità di Agostiniani, sostituita poi dai Cappuccini, che costruirono il convento di San Pietro extra muros, tuttora visibile nelle sue strutture principali (chiostri, pianta) anche se la chiesa è stata sostituita da un'abitazione.
Nei primi anni del secolo XVII, Carlo Emanuele I di Savoia, con 8000 fanti e 10.000 cavalieri, recandosi a Cortemilia, assediata dagli spagnoli, devastò il territorio di Monastero; ancora più rischioso fu il passaggio, pochi anni dopo, del duca Vittorio Amedeo, sempre in lotta con la Spagna. Ecco il resoconto dello storico ottocentesco Goffredo Casalis: «Nel quinto lustro dello stesso secolo il duca Vittorio Amedeo avviossi per la valle di Spigno alla città di Savona: appena s'impadronì del castello di Cairo, ricevette l'annuncio che il Duca di Feria, governatore di Milano, uscito di Alessandria con 25.000 fanti e 4000 cavalli erasi incamminato verso Acqui: il Duca per non impegnarsi in quella valle a risolvette di tornarsene indietro con Maresciallo di Crequì fino a Spigno, dove col duca Carlo Emanuele suo genitore trovavasi il contestabile Diguières: ivi fatto certo che Acqui erasi arreso agli spagnoli, e che il nemico, col sorprendere Nizza della Paglia, disegnava di tagliargli la strada d'Asti, diè ordine alle sue truppe che muovessero celermente a Canelli, e condusse egli medesimo il vanguardo.
Ma vedendosi costretto ad una mossa più lenta per poter far forza al nemico che lo inseguiva, si accampò all'appressarsi della notte, nella piccola valle, ove sta Monastero, non lunge che un tiro di moschetto, dal sito, ove erasi appostato l'esercito del Duca di Feria; ma considerata la situazione in cui si trovava, veduta inoltre la difficoltà di salvare i suoi cannoni in passaggi cotanto malagevoli, e fatto certo che il nemico viepiù s'ingrossava, pensò di trattenerlo con assidue scaramucce; e mercé di altri stratagemmi diè tempo al principe Tommaso suo fratello di trovarsi personalmente ad assicurare la strada; e si fu allora che i nemici uniti agli abitanti di Bistagno, e di altri luoghi vicini, non consci della mossa del principe Tommaso, in sulla mezza notte assaltarono da ogni parte il campo del duca di Savoia; ma lo trovarono così bene munito e difeso con tanto valore, che il loro assalimento riuscì quasi vano; e frattanto il Duca allo spuntare dell'alba poté farsi libero il passaggio, ed irsene con le sue truppe a Canelli».
A metà del XIX secolo il feudo fu concesso da casa Savoia ancora ai Della Rovere, mentre alla fine del secolo il castello fu acquistato dalla famiglia Polieri di Genova, che lo vendette poi al Comune.

### Simboli
Nella prima partizione è rappresentato il blasone dei Della Rovere.

## Monumenti e luoghi d'interesse

### Architetture civili

#### Il Castello

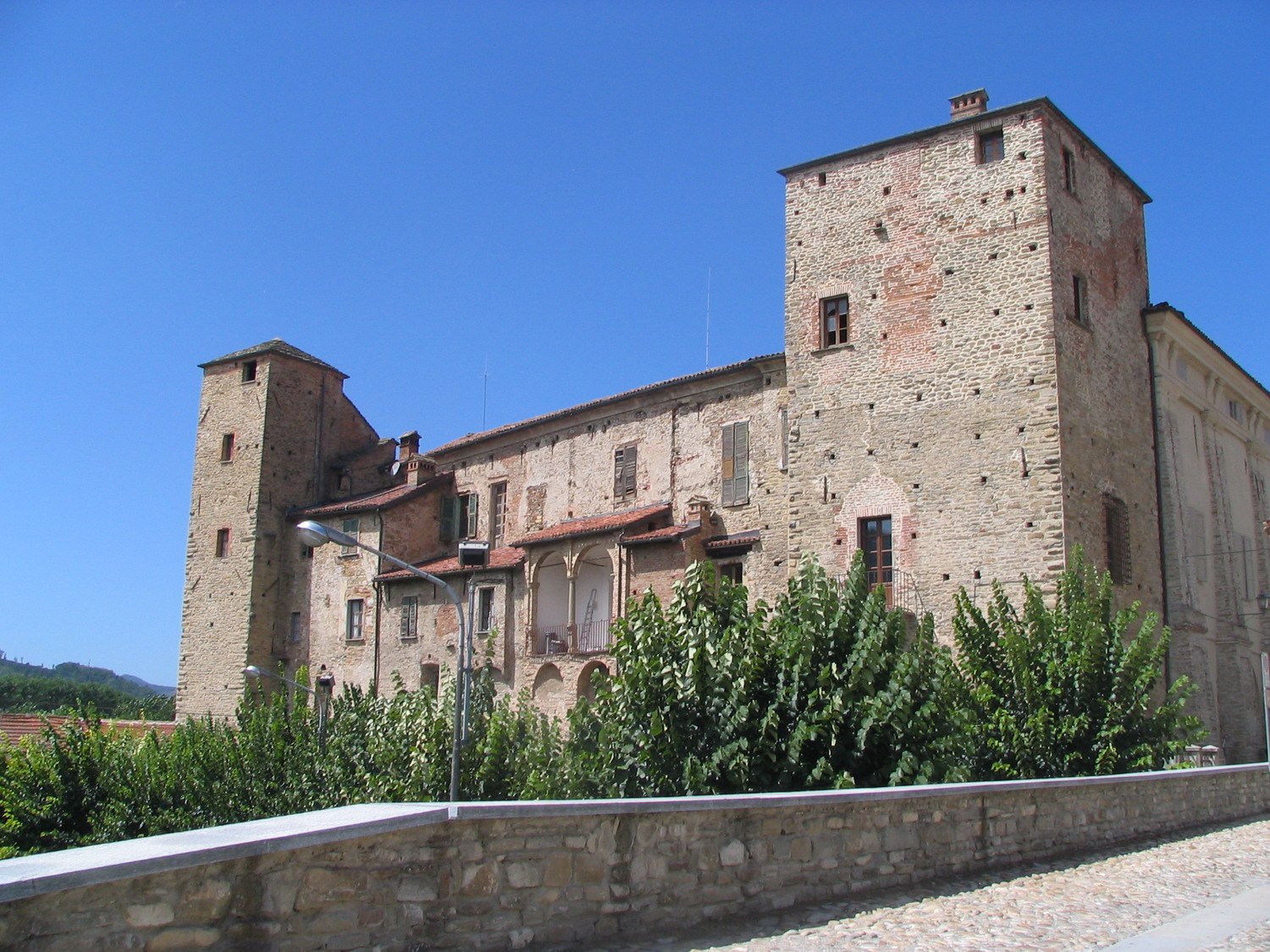
Il castello

Il fiume si insinua fino a pochi metri dalla torre meridionale del castello, a dimostrazione che l'edificio non nasce a scopo difensivo, bensì come corpo abbaziale. In origine monastero era composto dalla torre campanaria, dalla chiesa (due colonne dai capitelli romanici si vedono ancora trasformate in fontana in uno dei cortili) e da un corpo di fabbrica corrispondente più o meno all'attuale perimetro interno del cortile, dove si notano piccole finestre medioevali a tutto sesto, probabili punti luce delle celle monastiche.
Il primo intervento importante di cui si abbia notizia certa risale agli anni 1394-1405, quando i marchesi Antonio e Galeotto Del Carretto sostengono ingenti spese per fortificare il paese. È presumibile che in quell'occasione sia stata operata la più profonda trasformazione dell'edificio, mutandone sostanzialmente la forma.
Il risultato attuale si raggiunge però solo dopo rimaneggiamenti barocchi e rinascimentali, non tali comunque da stravolgere nei caratteri fondamentali la linea tardo-trecentesca conferita dai Del Carretto.
L'edificio si colloca attualmente nella piazza inferiore del paese, alla quale si può accedere salendo per una caratteristica alzata a ponte (il Puntet), attraverso una delle porte di ingresso dell'antica cinta muraria; la piazza mantiene ancora in parte l'antica pavimentazione in pietra fluviale. Il prospetto est è composto da una serie di strutture coordinate costruite in epoche diverse, tra i quali spicca una loggetta rinascimentale a due arcate con colonnina centrale in pietra.
Il lato ovest, sulla piazza della torre, presenta, a coronamento del muro, una sottile parete a mattoni pieni con fregio geometrico in rilievo in basso. La facciata principale rivela invece una completa rielaborazione seicentesca, fregiata da imponenti lesene di gusto barocco. Di qui, attraverso un ampio porticato con volta a crociera (sulla destra si vede ancora l'arco gotico che costituiva l'ingresso originario), si penetra nel cortile interno dell'edificio, dominato dal doppio scalo ne che, a sinistra per chi entra, porta al complesso di terrazzi del primo piano, dove si aprono diverse porte d'ingresso, tra cui una, murata, sicuramente trecentesca.
L'interno — visitabile in estate in occasione della rassegna Castelli Aperti — è una successione di ampie camere con pavimenti a mosaico e soffitti a vela e a crociera di cui alcuni affrescati a motivi floreali e geometrici o con figure femminili, talvolta mitologiche. Il secondo piano è raggiungibile attraverso due diverse scale: una principale a duplice rampa, che conduce all'appartamento, oggi abitazione privata nella parte meridionale; l'altra, secondaria, che partendo da un angolo del terrazzo del primo piano porta alle torri e al sottotetto del blocco nord. I sotterranei, raggiungibili da varie entrate direttamente aperte sul cortile interno, sono caratterizzati dalla fusione di elementi architettonici diversi, fra i quali comunque risaltano le pavimentazioni e i soffitti a crociera della fine del XIV secolo.
Di particolare rilevanza nel complesso architettonico è la torre. Giunta fino a noi in ottime condizioni, ha però rischiato alla fine del XVIII secolo la demolizione perché bisognosa di profondi lavori di restauro. Alta 27 metri, presenta su tutti i lati quattro ordini con fregi e archetti pensili, in mattoni i due inferiori e in pietra quelli superiori. In alto si aprono due ordini di finestre con arco a tutto sesto, di cui quelle inferiori in conci bicolori.

#### Il ponte romanico

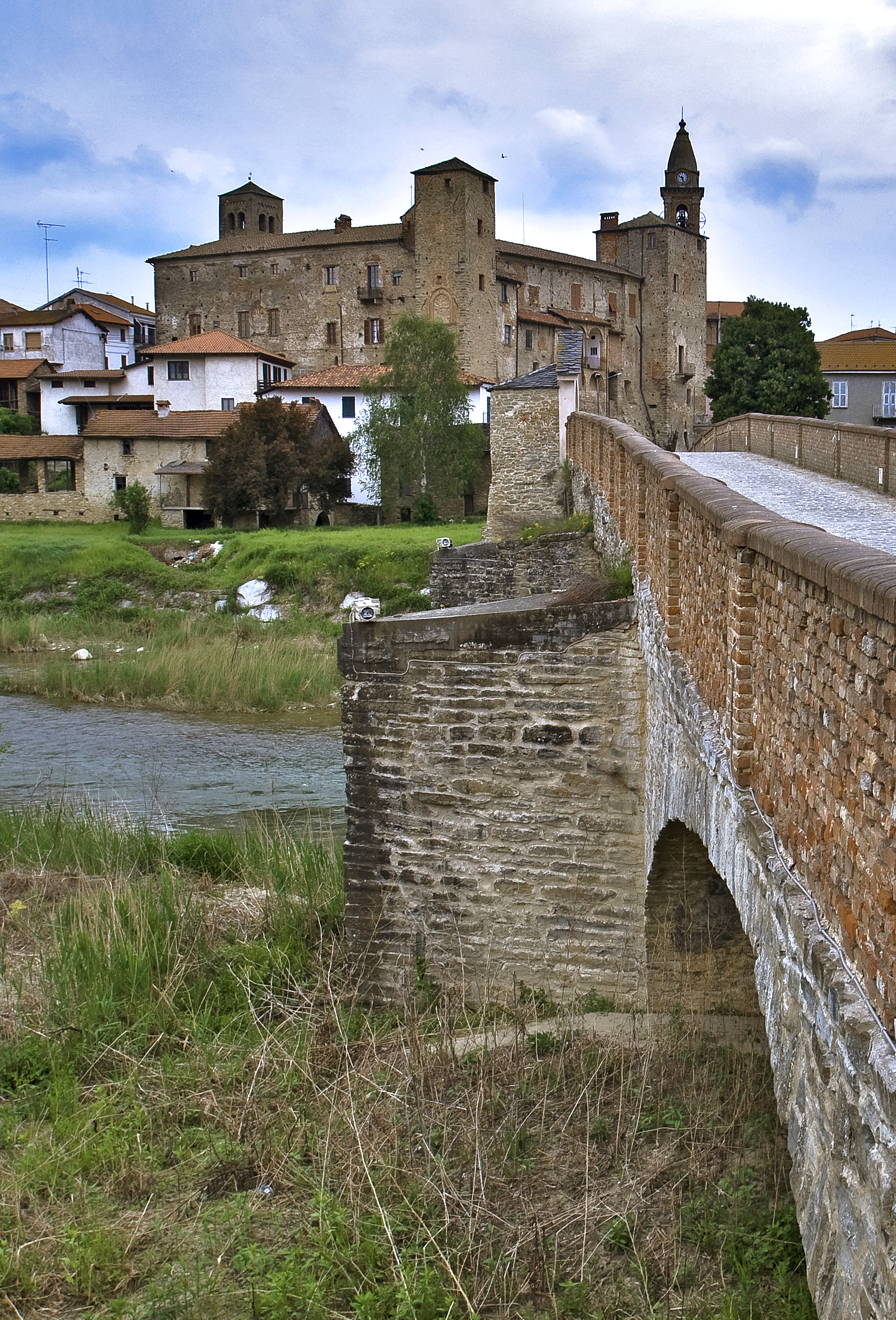
Tratto del ponte romanico

Attraverso il caratteristico vicolo detto del Droc — dove un tempo c'era una delle porte urbiche e dove tuttora si vede l'accesso a un antico forno — si raggiunge in un attimo il romanico ponte sul Bormida, che rappresenta una delle più interessanti opere di ingegneria civile medioevale della valle e trova il suo corrispettivo, in quella di Spigno, nell'analogo ponte dell'abbazia di San Quintino. Entrambi furono costruiti dai monaci benedettini:
Si tratta di poderose strutture a schiena d'asino, sormontate da cappelle che erano antichi posti di guardia grazie ai quali i religiosi si assicuravano il completo controllo commerciale della terra estesa fra la Langa e il mare.
Quello di Monastero, in particolare, era l'unico ponte transitabile tutto l'anno a partire dalla bassa valle: Acqui ne era sprovvista e Vesime aveva i ruderi di un antichissimo ponte romano, mai ricostruito in modo stabile dopo che era stato distrutto da una piena. A Monastero convergevano due vie importantissime: quella che da Acqui conduceva al mare e quella militare che saliva a Roccaverano e, dal crinale, permetteva il controllo delle due valli Bormida, con il sistema delle torri di Vengore, Roccaverano, San Giorgio, Olmo Gentile, Serole, Torre Uzzone, Santa Giulia e Carretto. Dunque o si usavano i guadi o il ponte di Monastero, alla cui sommità era necessario pagare una tassa alla guardia per potervi transitare (ancora oggi è diffuso il detto "non ho neanche un soldo da passare Bormida").
Il vecchio monumento, dopo ottocento anni, resiste ancora, con le quattro grandi arcate in pietra perfettamente squadrata e i blocchi triangolari in corrispondenza dei pilastri, studiati appositamente per "tagliare" l'acqua ed evitare inutili sbarramenti in caso di piene. Augusto Monti, originario del paese e ivi sepolto, ricorda le grandi alluvioni dell'Ottocento, che spazzarono via i parapetti, ma non intaccarono la struttura «<ogni altro ponte a monte e a valle Bormida grossa li spianta come fosser palancole, ma questo è sempre lì, intatto nei secoli, per via di quel cemento, ché i frati spegnevan la calce con la chiara d'uovo; e dei rossi facevan zambaione»), mentre durante la seconda guerra mondiale la cappelletta posta sulla sommità fu adibita a usi militari, come postazione della contraerea.
La disastrosa alluvione del 1994 ha minacciato seriamente la staticità della costruzione: l'acqua e la legna ammassate dalla corrente hanno distrutto i parapetti e la storica cappelletta, scardinato l'asfalto, ridotto il ponte all'esile figura degli archi. Ma il peggio non è capitato e quello di Monastero, pur se bisognoso di importanti restauri, è uno dei pochi ponti che siano stati resi transitabili al traffico dopo pochissimi giorni di chiusura.

#### Il centro storico
Il centro storico di Monastero ha conservato in parte un'impronta antica, con alcune case in pietra e qualche portale tardomedioevale; scendendo al di sotto di via Piave, lungo gli orti che costeggiano la riva di Bormida, si possono vedere alcuni resti delle mura di cinta e anche quello che resta del canale che alimentava il mulino (casa natale di Monti) e la centrale idroelettrica poi trasformata in filanda.

### Architetture religiose

#### La Parrocchiale
La parrocchiale dedicata a Santa Giulia è invece costruzione settecentesca — le due navate laterali e la facciata sono però del primo Novecento — di struttura già neoclassica e di decorazione ancora barocca.
Sulle volte interne sono effigiati i quattro Evangelisti, il Mistero dell'eucaristia e ovali con Santi opera della bottega alessandrina di Rodolfo Gambini; più interessanti alcuni quadri, tra cui una Madonna del Rosario con san Gerolamo e san Carlo, probabilmente di Orsola Maddalena Caccia (controfacciata a destra), il Martirio di san Sebastiano, il Transito di san Giuseppe, le Anime del Purgatorio e una statua seicentesca della Madonna del Rosario, in legno dipinto. Il grande quadro dietro l'altare, settecentesco, raffigura l'Assunta con santa Giulia e san Pietro.
Curiosa, al fondo della navata sinistra, la riproduzione in tela gessata della grotta di Lourdes. Le sei ampie vetrate contengono le raffigurazioni delle chiesette campestri del paese, con le immagini dei Santi titolari, dono del parroco don Pietro Oliveri.

#### Cappelle rurali
Delle sei chiesette, a parte l'Annunziata, ex oratorio dei Battuti in piazza Roma ora distrutta, tutti gli altri edifici sono ancora visibili e alcuni conservano qualche elemento architettonico di pregio.
È il caso, ad esempio, della pieve di San Desiderio, raccolto gioiello dell'architettura barocca del primo Settecento, sorta sul luogo di un millenario edificio andato distrutto nei secoli, dove secondo la tradizione è stato battezzato san Guido d'Acqui; oppure della semplice, otto-settecentesca chiesa della Madonna Assunta, un tempo detta "di Perticale", che fungeva da punto di arrivo di una serie di cappelle monumentali della Via Crucis disposte lungo lo "stradone" (una di esse, addossata a una casa privata, è tuttora visibile).
Gli altri edifici di culto, corrispondenti ad altrettante regioni del territorio comunale, portano i titoli di San Rocco edificata nel XVII secolo per la scampata epidemia di peste), della Madonna delle Grazie o di Sessania (costruita dai reduci della Grande Guerra) e di Santa Libera, di remota origine quattrocentesca poi rifatta in epoca recente, a dominio di una storica strada di collegamento con Denice.

## Società

### Evoluzione demografica
Abitanti censiti

### Etnie e minoranze straniere
Secondo i dati ISTAT al 1º gennaio 2017 la popolazione straniera residente era di 75 persone. Segue il dettaglio dei paesi di provenienza ordinato per numero di residenti.
- Romania 24
- Repubblica di Macedonia 21
- Marocco 11
- Bulgaria 4
- Sri Lanka 4
- Paesi Bassi 3
- Belgio 2
- Bielorussia 1
- Brasile 1
- Lettonia 1
- Senegal 1
- Slovacchia 1
- Tunisia 1

### Tradizioni e folclore

#### La sagra del Polentone
La piazza medioevale antistante il castello è teatro della Sagra del Polentone che si svolge ogni anno, le cui origini risalgono a 500 anni fa, più precisamente al 1573. In quei tempi la popolazione locale, per la maggior parte contadini, viveva fra continue privazioni e, pur lavorando molto, spesso non avevano di che sfamarsi. Annualmente passavano da Monastero Bormida, verso la fine del Carnevale e l'inizio della Quaresima, gruppi abbastanza numerosi di lavoratori del rame detti "magnin", provenienti dall'alta Savoia. Essi guadagnavano di che vivere costruendo o riparando i cosiddetti "caudrin", paioli di rame molto in uso nelle nostre campagne fino a pochi anni fa. L'anno 1573 fu tremendo per il freddo in inverno e la grande abbondanza di neve caduta (circa 1,35 m). I calderai, trovatisi senza lavoro bloccati dalla neve passarono giorni duri soggetti a privazioni, fino a quando al Signore di Monastero Bormida, il Marchese del Carretto, giunse notizia di ciò.
Immediatamente mise a loro disposizione alcuni sacchi di farina di grano turco con merluzzo, uova e cipolle. Siccome questi calderai possedevano una grossa caldaia di rame, incominciarono giornalmente a rimescolare, proprio sulla piazza principale, una grande polenta che, cotta con magistrale abilità, riuscì a sfamare tutti i componenti delle loro numerose famiglie, per più di un mese. passò l'inverno, si sciolse la neve e i calderai, riconoscenti, quando venne il giorno della partenza, regalarono al Marchese della Rovere, loro benefattore, la grande caldaia di rame che avevano usato. Oggi i tempi sono cambiati ma la festa, pur con qualche piccola variazione, è rimasta sempre uguale e si ripete ogni anno la seconda domenica di marzo. La grande polenta viene servita, non più accompagnata dal merluzzo, ma da quintali di salsiccia di maiale e frittata di cipolle, il tutto annaffiato da fiumi di Barbera, prodotto tipico delle colline astigiane. In tale occasione nei vicoli del centro storico sono ricreati con cura filologica gli antichi mestieri, eseguiti da anziani di Monastero e dei paesi vicini, con attrezzi d'epoca. Il lunedì successivo, classico Polentino a base di polenta e cinghiale.

## Amministrazione
Di seguito è presentata una tabella relativa alle amministrazioni che si sono succedute in questo comune.
| Periodo          | Periodo          | Primo cittadino       | Partito                          | Carica      | Note  |
| ---------------- | ---------------- | --------------------- | -------------------------------- | ----------- | ----- |
| 11 giugno 1985   | 10 giugno 1990   | Adriano Blengio       | -                                | Sindaco     | [ 7 ] |
| 10 giugno 1990   | 27 giugno 1994   | Adriano Blengio       | -                                | Sindaco     | [ 7 ] |
| 27 giugno 1994   | 21 novembre 1994 | Lorenzo Micheluzzi    |                                  | Comm. pref. | [ 7 ] |
| 21 novembre 1994 | 30 novembre 1998 | Paolo Luigi Rizzolio  | Polo per le Libertà              | Sindaco     | [ 7 ] |
| 30 novembre 1998 | 27 maggio 2003   | Paolo Luigi Rizzolio  | lista civica                     | Sindaco     | [ 7 ] |
| 27 maggio 2003   | 15 aprile 2008   | Luigi Gallareto       | lista civica                     | Sindaco     | [ 7 ] |
| 15 aprile 2008   | 26 maggio 2013   | Luigi Gallareto       | lista civica                     | Sindaco     | [ 7 ] |
| 26 maggio 2013   | 10 giugno 2018   | Ambrogio Mario Spiota | lista civica Uniti per Monastero | Sindaco     | [ 7 ] |
| 11 giugno 2018   | in carica        | Luigi Gallareto       | lista civica Uniti per Monastero | Sindaco     | [ 7 ] |

## Galleria d'immagini

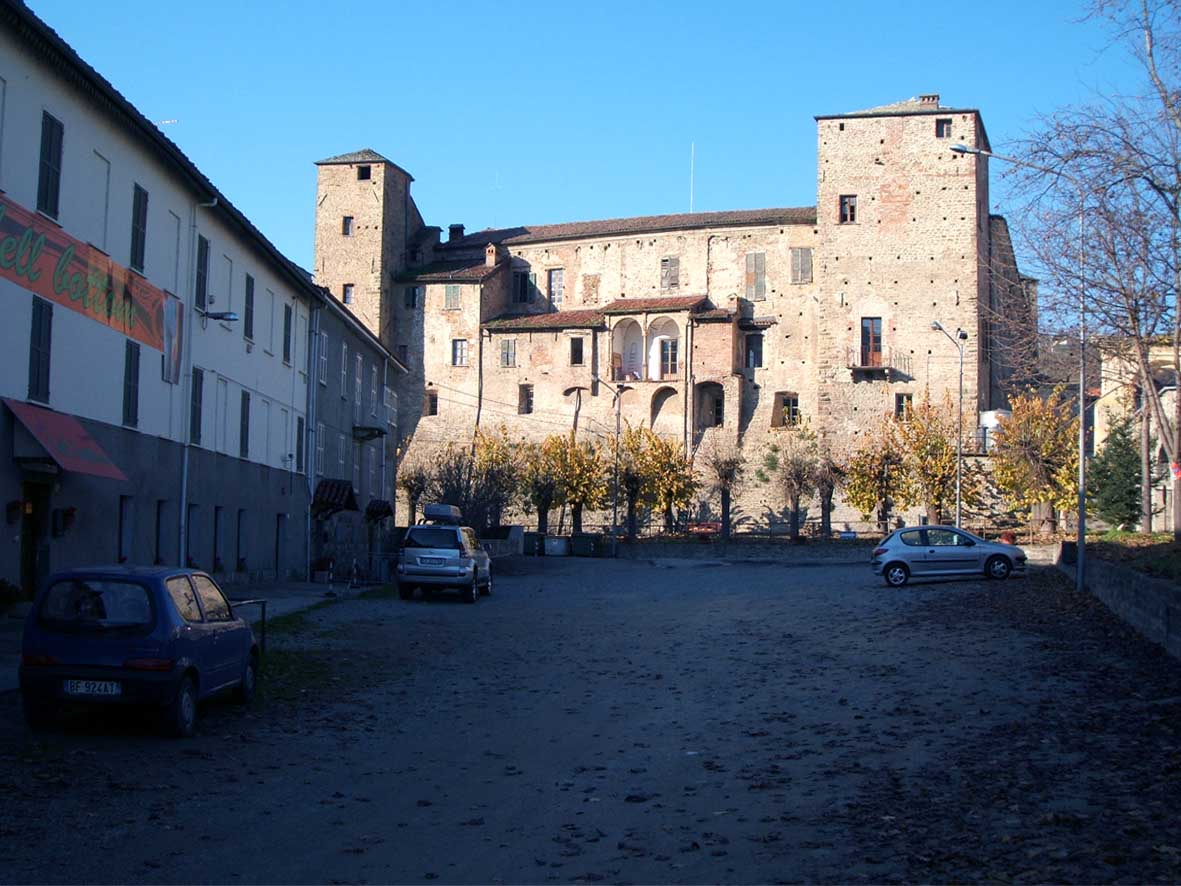
Castello
Torre
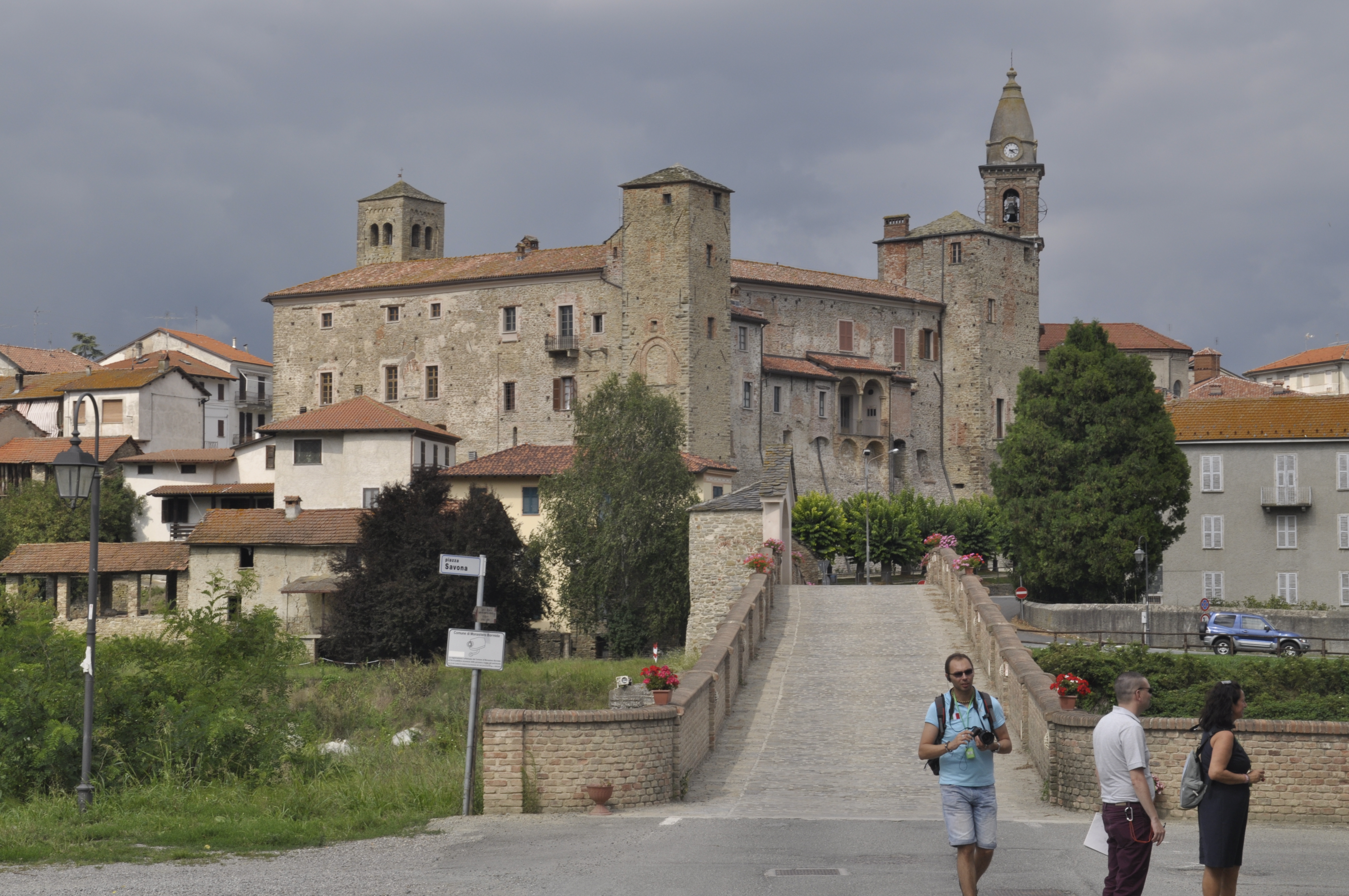
Castello
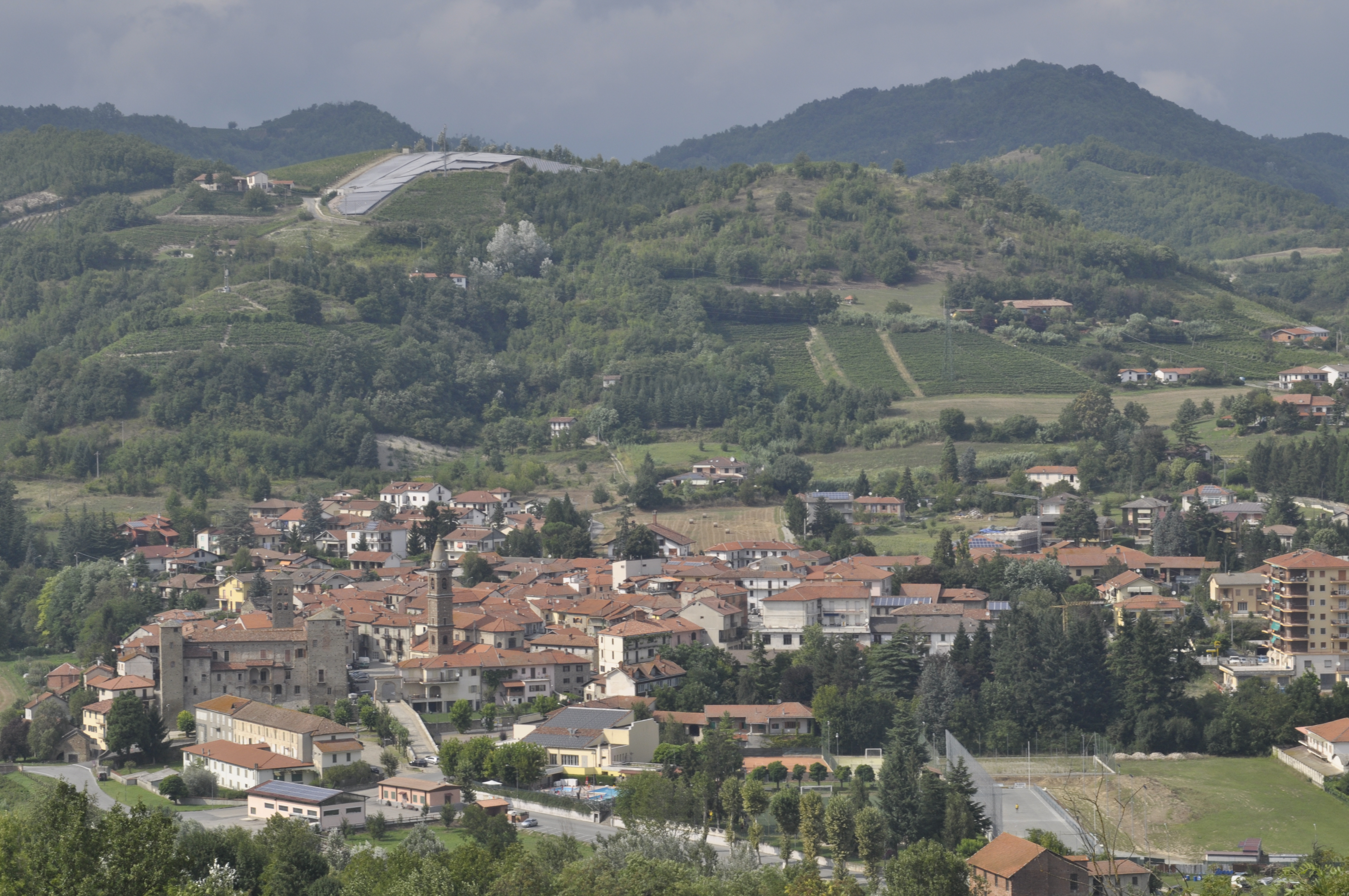
Veduta d'insieme
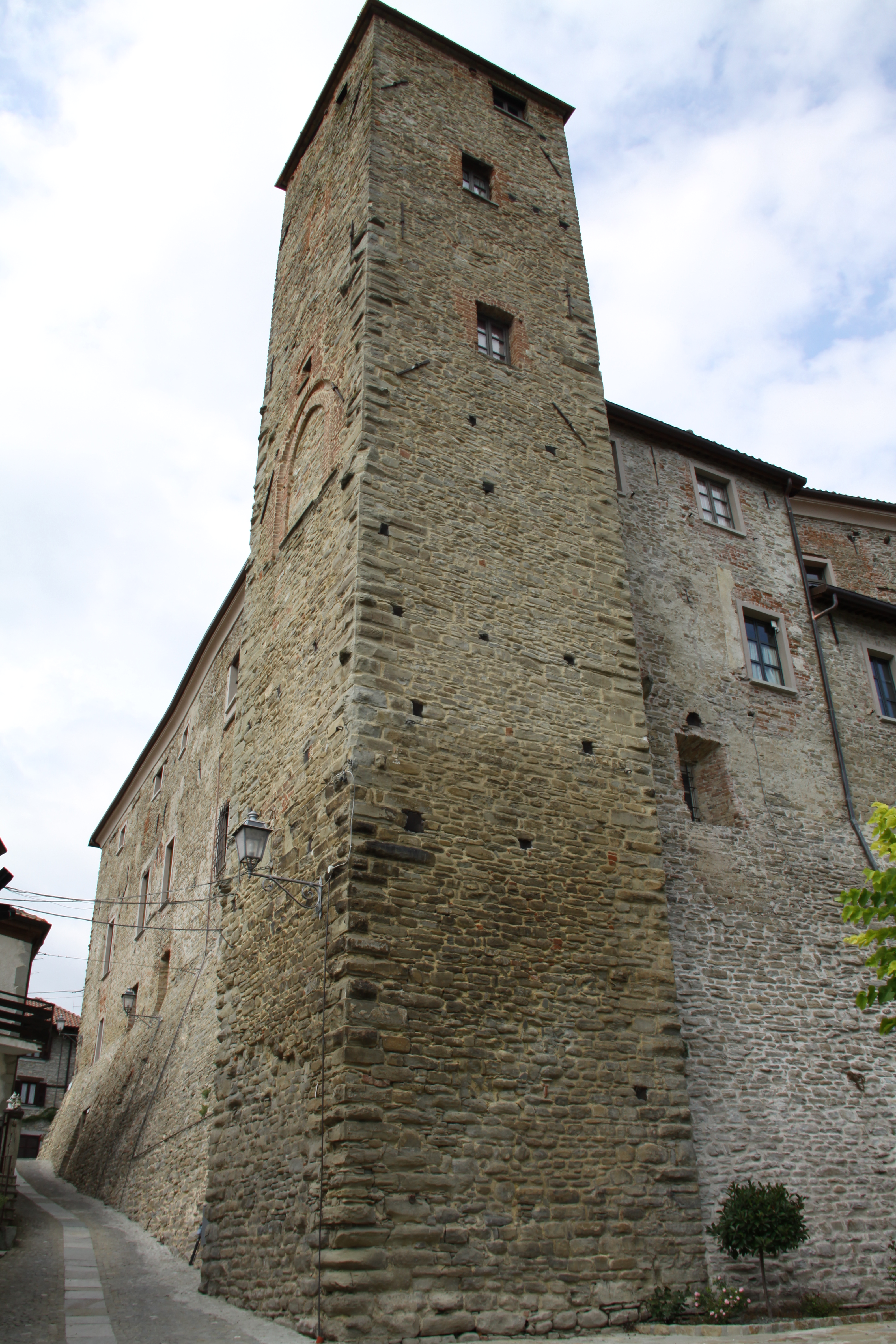
Immagine del castello di Monastero Bormida
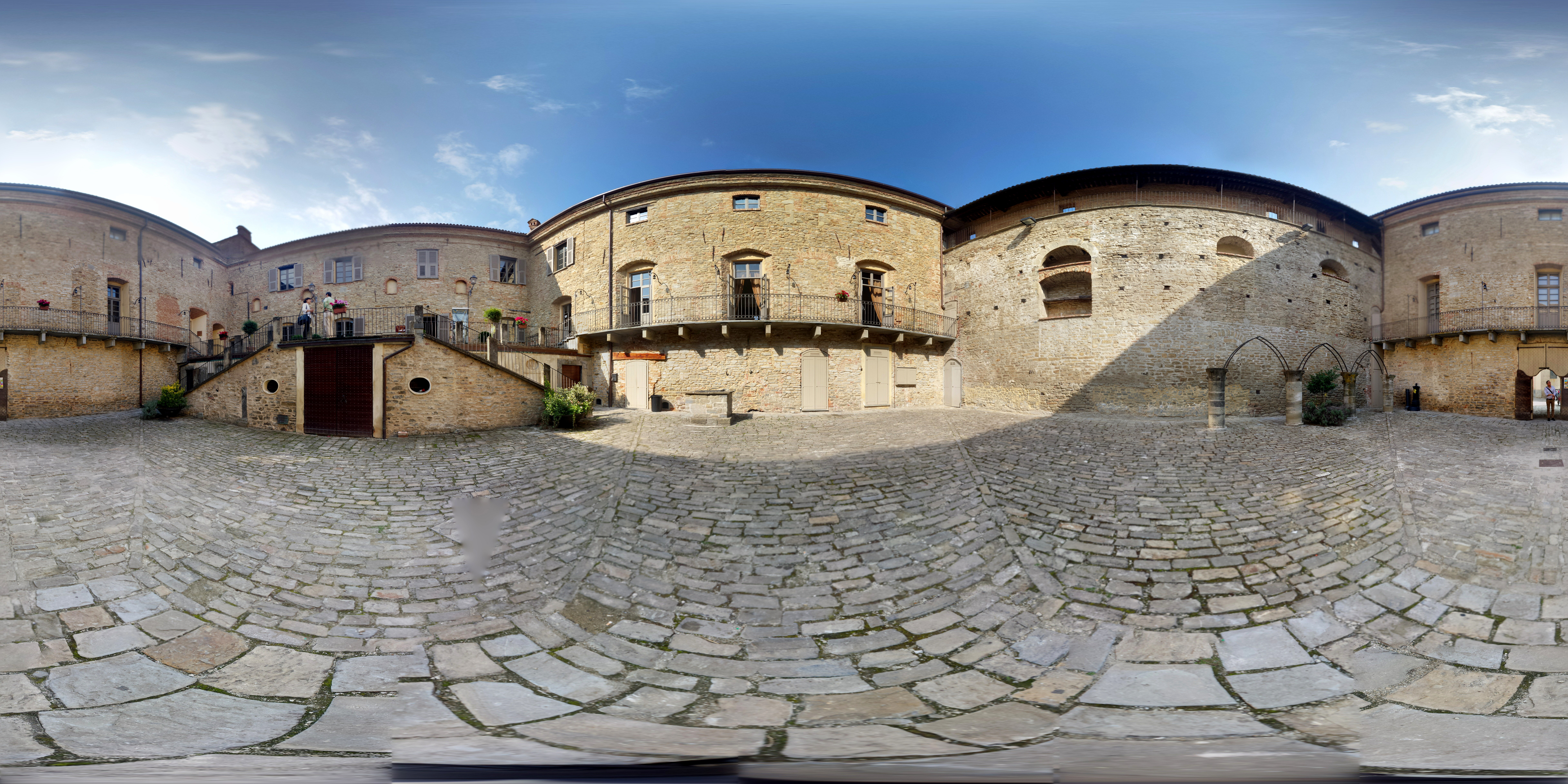
Una panoramica del Castello da cui poter generare visualizzazioni immersive a sfera